# Arkansas State Route 21
Die Arkansas State Route 21 (kurz AR 21) ist eine in Nord-Süd-Richtung verlaufende State Route im US-Bundesstaat Arkansas.
Die State Route beginnt am U.S. Highway 64 östlich von Clarksville und endet in Blue Eye an der Grenze zu Missouri. Nach der Grenze heißt die Straße Missouri State Route 13.

## Verlauf
Ab Clarksville im Tal des Arkansas Rivers verläuft die State Route in nördlicher Richtung und passiert die Ortschaft Hillcrest. Zwischen Fallsville und Swain nutzt die Arkansas State Route 16 die Trasse der AR 21. Bei Boxley am Buffalo River zweigen die State Routes 43 und 74 ab. Östlich von Huntsville wird die Straße vom U.S. Highway 412 gekreuzt und im Stadtgebiet von Berryville nutzt sie für einen kurzen Abschnitt von etwa 200 Metern die Trasse des U.S. Highways 62. Im Norden der Stadt zweigt die Arkansas State Route 221 ab und die AR 21 endet an der Grenze zu Missouri nördlich der Gemeinde Blue Eye.
Die Strecke zwischen Clarksville und der Arkansas State Route 16 gehört zum Ozark Highlands Scenic Byway und verläuft durch den Ozark National Forest.